# Висконти, Джованни Баттиста Антонио
Джованни Баттиста Антонио Висконти, также Джамбаттиста Висконти (итал.  Giovanni Battista Antonio Visconti, Giambattista Visconti; 26 декабря 1722, Вернацца, Лигурия — 2 сентября 1784, Рим) — итальянский археолог, антиквар, реставратор, историк искусства, музейный работник.

## Биография
Джованни Висконти родился в семье медика Марко Антони Висконти и Марии Леонардини. Члены семьи Висконти часто бывали в Риме, Марко Антонио практиковал в римском госпитале Сан-Спирито. Мать Джованни скончалась, когда сыну было три года, он также потерял отца в возрасте четырнадцати лет. Мальчика отправили в Рим; в 1737—1742 годах он жил в доме дяди своего отца Антонио Марио, который служил «квадраро» (итал. quadraro, то есть живописцем-декоратором стен, реставратором и торговцем картинами.
В Риме Джованни Антонио Висконти в 1696—1697 годах учился живописи у генуэзца Джованни Баттисты Гаулли, известного как Бачиччио. Антонио Марио ввёл Джованни Висконти в литературное сообщество города. Это обстоятельство в сочетании с хорошим образованием способствовало его удачной карьере. Он изучал риторику, греческий язык и иврит с аббатом Дженнаро Систи, а также философию, физику и математические науки в университете Сапиенца, он также посещал уроки ботаники и медицины. В 1741 году он стал членом Аркадской Академии и постепенно приобрёл «хорошую известность за свои эрудированные и солидные сочинения».
Висконти также служил проповедником в римской церкви Сан-Джованни-деи-Фиорентини. С 1772 года был почётным членом Академии Святого Луки, в 1778 году получил диплом ассоциированного члена Академии древностей Касселя (Accademia dell’antichità di Kassel), основанной Фридрихом II, ландграфом Гессен-Кассельским.
В 1750 году он женился на Орсоле Филонарди, принадлежавшей к знатной римской семье. В этом браке родились шестеро детей. Вероятно, благодаря связям семьи его жены с римской курией, в 1766 году во времена понтификата Климента XIII Джованни Висконти стал священником и папским дипломатом в Ватикане.
Висконти рано проявил интерес к археологическим находкам античного Рима и в последующие годы собрал значительную коллекцию старинных предметов: драгоценных камей, римских монет, небольших изделий из бронзы, мраморных скульптур и рельефов. Страсть к нумизматике сопровождала его на протяжении всей жизни.
Висконти встречался с И. И. Винкельманом, высоко оценившим его познания и вкус. Накануне своего рокового путешествия за Альпы Винкельман в записке, датированной 9 апреля 1768 года, указал на Висконти как на возможного преемника в должности Уполномоченного по древностям Рима (Commissario delle Antichità di Roma). Многие были против этого назначения, например Антон Рафаэль Менгс, который поддерживал Джованни Баттиста Пиранези, и, узнав о назначении Висконти, выразил своё разочарование, ссылаясь на недостаточные заслуги Висконти в деле публикаций памятников древности, не сравнимой с достижениями Винкельмана.
Работа Висконти в Ватикане в основном была связана с реорганизацией Музея Пио-Клементино, в которую он вложил значительную энергию и весь свой талант. Висконти активно участвовал по поручению папы Климента XIV в приобретении новых экспонатов из археологических раскопок и частных коллекций, расширении помещений, проектировании и строительстве новых залов.
Несмотря на обширные познания в области истории и литературы, которые ценили современники, Висконти не оставил значительных литературных произведений. В семейном архиве сохранились его рукописи: стихи, тексты духовных песнопений, выписки из книг по теологии, философии, эстетике, а также из томов естественных наук, математики, астрономии и географии.
Висконти начал составление обширных каталогов Музея Пио-Клементино, продолженное его сыном Эннио Квирино Висконти. При его жизни в 1782 году в Риме был опубликован первый том: «Музей Пио-Клементино, описанный Джамбаттистой Висконти, префектом древностей Рима, том I, посвященный Святейшеству нашего Господа Пию Шестому Великому Понтифику» (Il Museo Pio-Clementino descritto da Giambattista Visconti Prefetto delle Antichità di Roma, Tomo I, dedicato alla Santità di Nostro Signore Pio Sesto Pontefice Massimo). За ним последовали ещё шесть, опубликованные между 1784 и 1810 годами его сыном Эннио Квирино.
Джованни Баттиста Висконти скончался в Риме продолжительной болезни 2 сентября 1784 года в Виколо-де-Бауллари, где он жил с 1770 года. Вечером 3 сентября Висконти был похоронен в гробнице Саличети в церкви Сан-Джованни-деи-Фиорентини.
В 1782 году его сын Филиппо Аурелио Висконти (1754—1831) сменил его в должности Уполномоченного по древностям Рима. В 1784 году преемником отца на должности хранителя (conservator) Капитолийского музея папой был назначен его второй сын Эннио Квирино Висконти (1751—1818). Третий сын Алессандро Висконти (1757—1853) также активно работал в области античной археологии (четвёртый сын Массимо умер ещё ребёнком в 1756 году).